# ФК Лапи
Фудбалски клуб Лапи (алб. Klubi Futbollistik Llapi, срп. ФК Лаб) професионални је фудбалски клуб из Подујева. Игра у Суперлиги Републике Косово.

## Историја
ФК Лапи је основан 5. јула 1932. године, поставши најстарији клуб из Подујева. До 1999. године носио је назив ФК Лаб.

### Реорганизација
Године 2013, са циљем боље организације коју је иницирала општина Подујево на челу са председником Агимом Велијуом, одржана је изборна скупштина са Одбором директора који је подржао дугорочни пројекат представљен од стране Неџата Думнице као председника и Тахира Бататине као шефа техничког штаба, а тиме је започела мисија ка јачању Суперлиге Републике Косово. На првом састанку фудбалског фонда, челници клуба Неџат Думница и Мухамет Хасани представили су свој финансијски план за фудбалски клуб, као и нове циљеве.

## Стадион
Клуб своје мечеве као домаћин игра на вишенаменском Стадиону Захир Пајазити у Подујеву. Има капацитет од 5.000 места.

## Играчи

### Тренутни тим
Ажурирано 1. јула 2022. 
| Бр. |           | Позиција | Играч                            |
| --- | --------- | -------- | -------------------------------- |
| 1   | Србија    | Г        | Илир Авдили                      |
| 3   | Србија    | О        | Авни Сељмани                     |
| 4   | Србија    | О        | Бујар Идризи (капитен)           |
| 5   | Албанија  | О        | Елвис Пренчи                     |
| 6   | Србија    | С        | Арди Ћори                        |
| 7   | Србија    | Н        | Адем Малићи                      |
| 8   | Србија    | О        | Бењамин Емини (заменик капитена) |
| 9   | Бразил    | Н        | Алеф Фирмино                     |
| 10  | Србија    | С        | Арбнор Рамадани                  |
| 11  | Црна Гора | Н        | Игор Вукчевић                    |
| 12  | Србија    | Г        | Амруш Бујупи                     |
| 14  | Србија    | О        | Ауљон Шабани                     |
| 16  | Србија    | С        | Илир Краснићи                    |
| 17  | Србија    | Н        | Аљбион Куртај                    |
| 18  | Србија    | Н        | Сокољ Кићина                     |

| Бр. |          | Позиција | Играч                       |
| --- | -------- | -------- | --------------------------- |
| 20  | Бразил   | О        | Фернандо Аугусто            |
| 21  | Албанија | С        | Андри Стафа                 |
| 22  | Србија   | С        | Аљбан Шабани                |
| 23  | Србија   | С        | Куштрим Шабани (3. капитен) |
| 25  | Албанија | О        | Ардит Пепоши                |
| 27  | Србија   | С        | Мухамед Лапаштица           |
| 28  | Србија   | С        | Аљмедин Клинаку             |
| 29  | Србија   | С        | Ољти Мехмети                |
| 31  | Мексико  | С        | Франсиско Ривера            |
| 33  | Бразил   | О        | Бианор Нето                 |
| 64  | Србија   | Г        | Арт Хоти                    |
| 77  | Албанија | Н        | Герхард Прогни              |
| 80  | Бразил   | С        | Робсон да Силва             |
| 97  | Србија   | Н        | Фестим Алидема              |
| 99  | Србија   | Н        | Дрилон Фазлију              |

### Остали играчи под уговором
| Бр. |        | Позиција | Играч         |
| --- | ------ | -------- | ------------- |
|     | Србија | С        | Арди Шаља     |
|     | Србија | С        | Фестим Хаџију |

| Бр. |        | Позиција | Играч         |
| --- | ------ | -------- | ------------- |
|     | Србија | Н        | Аљбан Шилова  |
|     | Србија | Н        | Ндерим Хасани |

### Повучени бројеви
| Бр. |                                                  | Позиција | Играч                                    |
| --- | ------------------------------------------------ | -------- | ---------------------------------------- |
| 9   | Социјалистичка Федеративна Република Југославија | Н        | Фадиљ Вокри (1976—1979) – посмртна част) |